# 罗伯特·J·扬
罗伯特·J·扬（1942年—）是一位加拿大历史学家，毕业于萨斯喀彻温大学和倫敦政治經濟學院，1968至2008年间任温尼伯大学历史教授，专攻20世纪欧洲国际政治史。